# イザベッラ・デ・メディチ
イザベッラ・ロモラ・デ・メディチ（Isabella Romola de'Medici, 1542年8月31日 - 1576年7月16日）は、ブラッチャーノ公国の支配者パオロ・ジョルダーノ・オルシーニの妃。

## 生涯

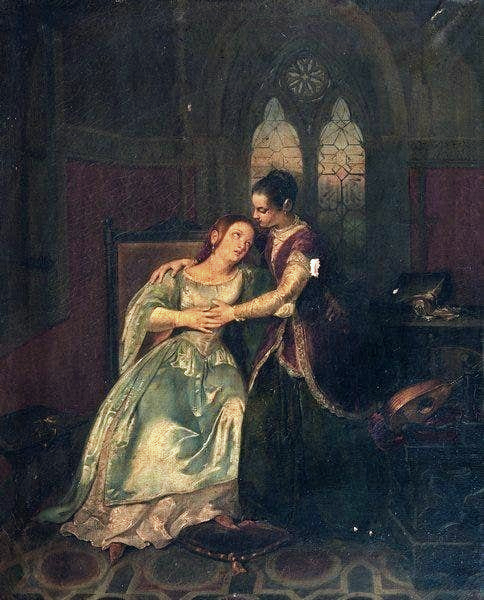
ヴィンチェンツォ・ペトロチェッリによるイザベラ・デ・メディチ

のちに初代トスカーナ大公となるコジモ・デ・メディチと妃エレオノーラ・ディ・トレドの娘として、フィレンツェで生まれた。妹にルクレツィア、兄にフランチェスコ1世・デ・メディチがいる。
11歳で、トスカーナ南部と接するブラッチャーノのコンドッティエーレ、パオロと婚約。1558年に結婚した。イザベッラは開放的な性格から男性関係の噂が数多く、特に夫の従弟トロイロ・オルシーニと、パオロの軍事作戦中の不在時に深い仲となった。パオロ自身も粗野で教養がなく、彼自身も愛人を持つようになった。
パオロが妻の不義に気づいてから、その凶行に及ぶまで時間はかからなかった。パオロの愛人と結託し、フィレンツェ近郊のヴィラ・チェレット・グイディで、イザベッラは夫の手で殺された。愛人とおそらく兄のトスカーナ大公フランチェスコ1世も共犯であったといわれている。数か月後、パリにいたトロイロも同じように暗殺された。フランチェスコは、この事件を黙殺したが、パオロたちは後に、教皇シクストゥス5世の追及を受ける事となった。
言い伝えによると、ローマ近郊の古城など、イザベッラがかつて住んだ数カ所の場所に、イザベッラの亡霊が絶えず出没しているという。